# Ronaldo Guiaro
Ronaldo Guiaro, född 18 februari 1974 i Piracicaba i Brasilien, är en brasiliansk före detta fotbollsspelare (försvarare), som vann bl.a. olympiskt brons i Atlanta 1996 med det brasilianska landslaget.